# .si
.siは国別コードトップレベルドメイン（ccTLD）の一つで、スロベニアに割り当てられている。ドメインは、ARNES(Academic and Research Network of Slovenia)によって管理されている。
ペプシは短縮URL「pep.si」を使用している。
イタリアの政党Sinistra Italiana（略称：SI) はウェブサイト (sinistraitaliana.si) に.siドメインを使用している。